# Скво-Лейк
Скво-Лейк (англ. Squaw Lake) — город в округе Айтаска в штате Миннесота (США).

## Географическое положение
По данным Бюро переписи населения США город имеет общую площадь в 2,15 км² (2,07 км² — суша, 0,08 км² — вода). Он расположен между двумя озёрами — Раунд-Лейк и Нэйчерс-Лейк.
Через город проходит  дорога 46 штата Миннесота.

## Население
| Год переписи | Нас. |  | %±     |
| ------------ | ---- |  | ------ |
| 1950         | 132  |  | —      |
| 1960         | 129  |  | −2,3%  |
| 1970         | 113  |  | −12,4% |
| 1980         | 162  |  | 43,4%  |
| 1990         | 139  |  | −14,2% |
| 2000         | 99   |  | −28,8% |
| 2010         | 107  |  | 8,1%   |
| 2016         | 106  |  | −0,9%  |

В 2010 году на территории города проживало 107 человек (из них 50,5 % мужчин и 49,5 % женщин), насчитывалось 39 домашних хозяйств и 26 семей. На территории города было расположено 63 постройки со средней плотностью 28,6 построек на один квадратный километр суши. Расовый состав: белые — 46,7 %, коренные американцы — 51,4 %.
Население города по возрастному диапазону по данным переписи 2010 года распределилось следующим образом: 33,6 % — жители младше 21 года, 51,5 % — от 21 до 65 лет и 15,9 % — в возрасте 65 лет и старше. Средний возраст населения — 35,9 лет. На каждые 100 женщин в Скво-Лейк приходилось 101,9 мужчин, при этом на 100 совершеннолетних женщин приходилось уже 87,5 мужчин сопоставимого возраста.
Из 39 домашних хозяйств 66,7 % представляли собой семьи: 36,9 % совместно проживающих супружеских пар (12,8 % с детьми младше 18 лет); 28,2 % — женщины, проживающие без мужей, 2,6 % — мужчины, проживающие без жён. 33,3 % не имели семьи. В среднем домашнее хозяйство ведут 2,74 человека, а средний размер семьи — 3,23 человека. В одиночестве проживали 23,1 % населения, 7,7 % составляли одинокие пожилые люди (старше 65 лет).
В 2015 году из 75 человек старше 16 лет имели работу 43. В 2014 году средний доход на семью оценивался в 40 625 $, на домашнее хозяйство — в 30 625 $. Доход на душу населения — 28 385 $ в год.